# وسام الفارس (لوحة زيتية)
وسام الفارس (بالإنجليزية: The Accolade) هي لوحة للرسام البريطاني إدموند لايتون، وهي من بين مجموعة من اللوحات التي رسمها لايتون خلال العقد الأول من القرن العشرين حول موضوع الفروسية، ومن أعماله الأخرى لوحة «في رعاية الرب» (1901) ولوحة «التفاني» (1908). وتعد لوحة «وسام الفارس» أحد أفضل أعمال لايتون ومن أكثر اللوحات معرفةً عن تلك الفترة.

## خلفية تاريخية ووصف

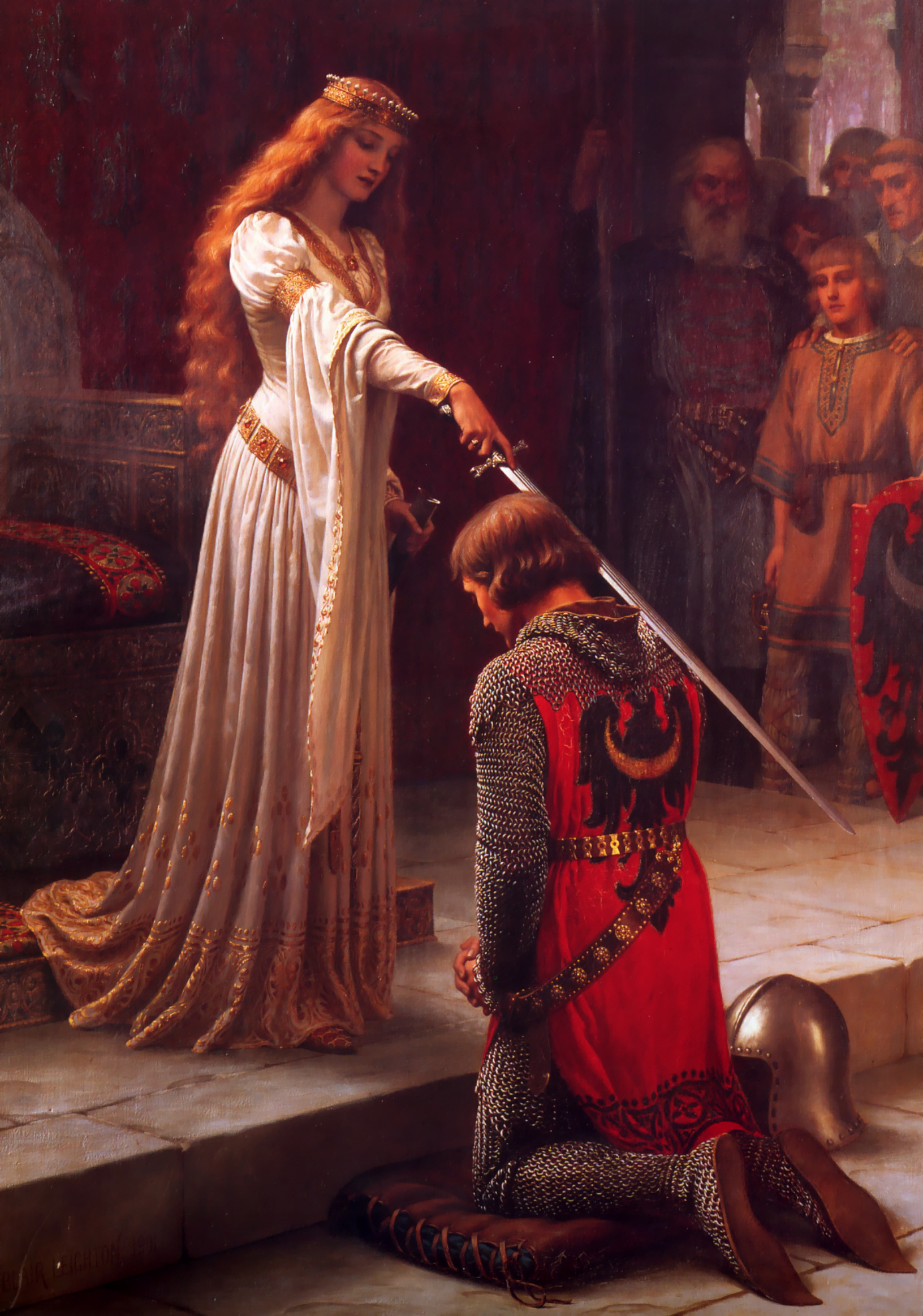
وسام إدموند بلير لايتون

هناك الكثير من القصص المُتناقلة حول أصول ومصدر إلهام اللوحة، وليس من المؤكد صحة أي منها. يتفق المؤرخون حول تصوير اللوحة لعملية التكريم، وهو تقليد تعود ممارسته للعصور الوسطى تقام على هيئة حفل لمنح مرتبة الفروسية. واتخذت هذه الاحتفالات أشكالاً عدة، فمنها كان تربيت الجانب المسطح من السيف على كتفي المرشح أو من خلال احتضانه حول العنق. وكان «الفارس المُنتخب» يركع جاثياً أمام الملك فوق وسادة أو كرسي فروسية منخفض. ويضع الملك جانباً من نصل السيف على الكتف الأيمن للفارس. ثم يرفع الملك السيف برفقٍ فوق رأس الفارس ويضعه علي كتفه الأيسر. يقوم بحفل التكريم في اللوحة ملكة شابة، ويكون الفارس جاثياً على ركبتيه أمام قدميها في موضع ولاء. ويظهر تجمع حشد من الناس على يسار الملكة وهم يشاهدون الحفل التكريمي.

## التلقي
تصف «أول آرت كلاسيكس» (All Art Classics) لوحة لايتون بأشهر أعماله، وتصف مديرة العمليات لمركز تجديد الفن كارا روس بأنها «مثال على رسوم العصور الوسطى الأيقونية»، وباعتبار أنها إحدى أكثر أعمال لايتون شهرةً، وهي «من بين أكثر اللوحات المعروفة عن تلك الفترة.» ويصفها كتالوج (دليل) سوثبي الفني بأنها واحدة من أكثر لوحات الفنان «تذكاراً» ضمن ما تناوله من مواضيع فنية خاصة بفترة العصور الوسطى.